# Micragone phantasma
Micragone phantasma är en fjärilsart som beskrevs av Erich Martin Hering 1930. Micragone phantasma ingår i släktet Micragone och familjen påfågelsspinnare. Inga underarter finns listade i Catalogue of Life.